# Pavlov (okres Šumperk)
Obec Pavlov (německy Pawlow) se nachází v okrese Šumperk v Olomouckém kraji, zhruba 5 km jihozápadně od Mohelnice. Žije zde 663 obyvatel.

## Části obce
- Pavlov (k. ú. Pavlov u Loštic, Lechovice u Pavlova, Svinov u Pavlova a Zavadilka)
- Radnice (k. ú. Radnice)
- Veselí (k. ú. Veselí u Mohelnice a Vacetín)

## Historie
První písemná zmínka o obci pochází z roku 1323.

## Pamětihodnosti
V katastru obce jsou evidovány tyto kulturní památky:
- Boží muka – hranolová, z konce 18. století
- Hradisko Obersko (na hoře nad soutěskou Třebůvky) – archeologická lokalita, hradiště lužické kultury s nálezy plátěnické keramiky
- Na návsi u kostela roste památný strom Koukalova lípa v Pavlově
- V místech zaniklé vsi Střítěž v lesích západně od Pavlova se nachází památkově chráněná hájenka a Křížová cesta.

## Fotogalerie

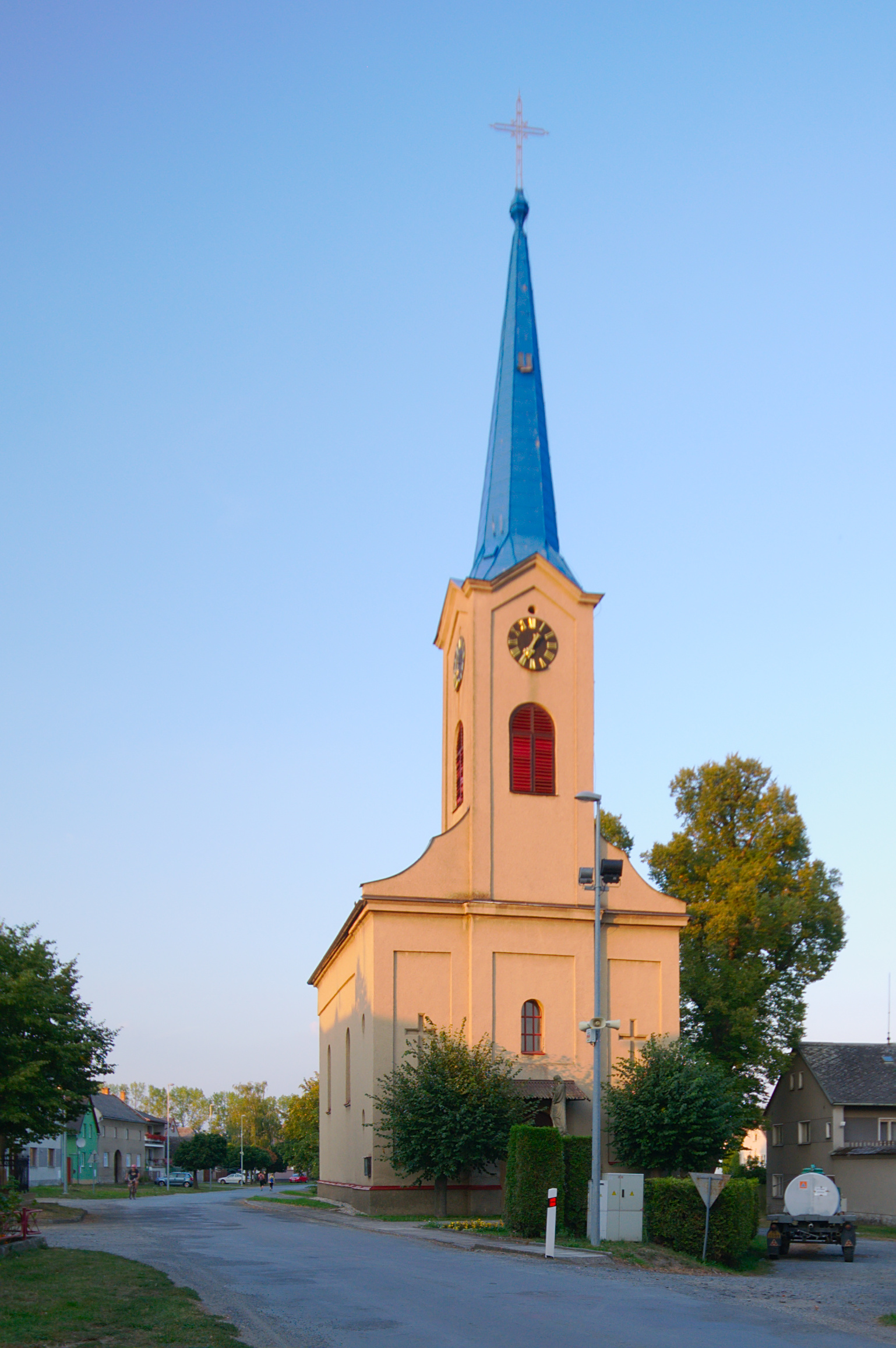
Kostel svatého Cyrila a Metoděje
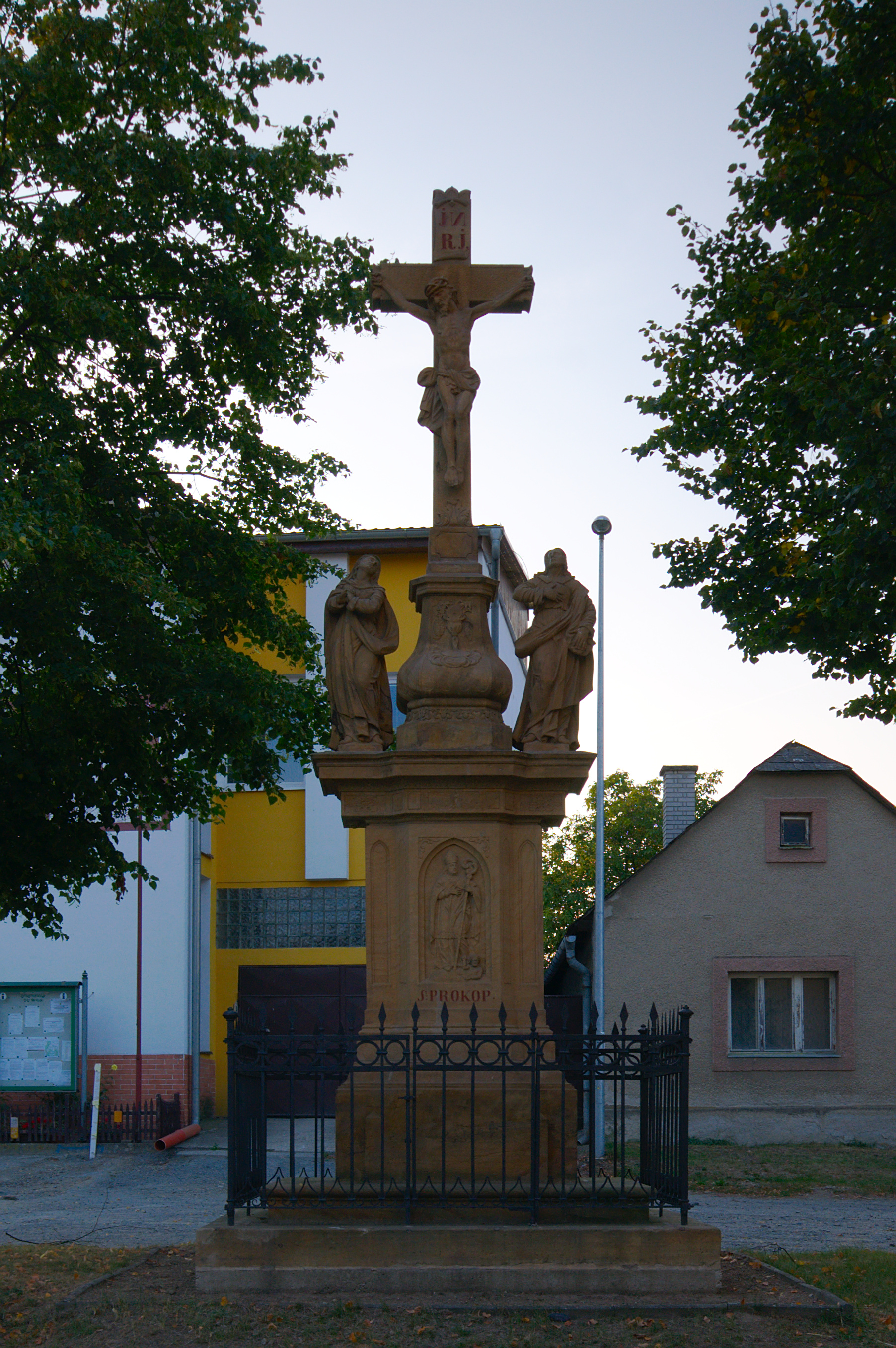
Kříž u kostela
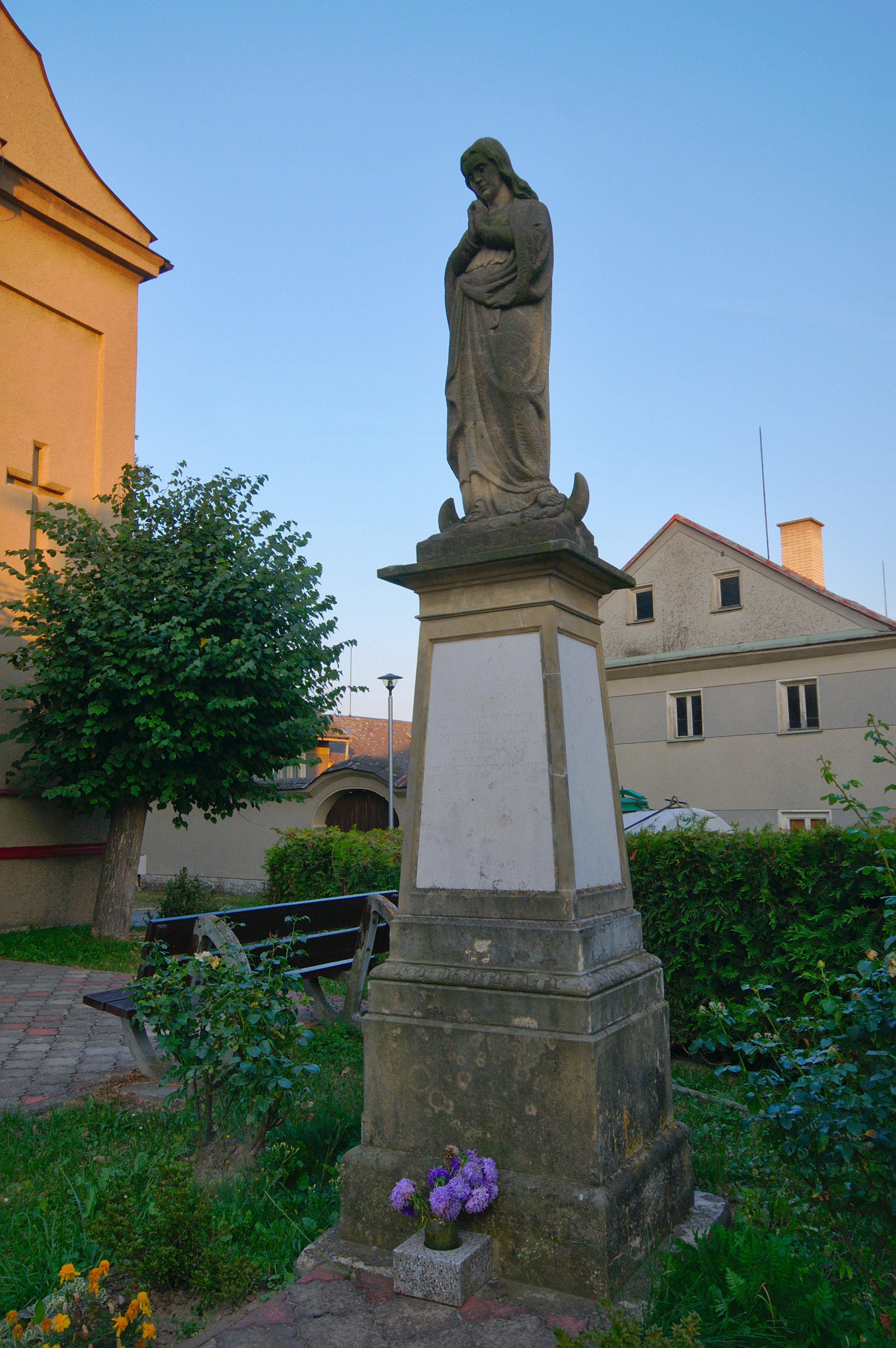
Socha Panny Marie před kostelem
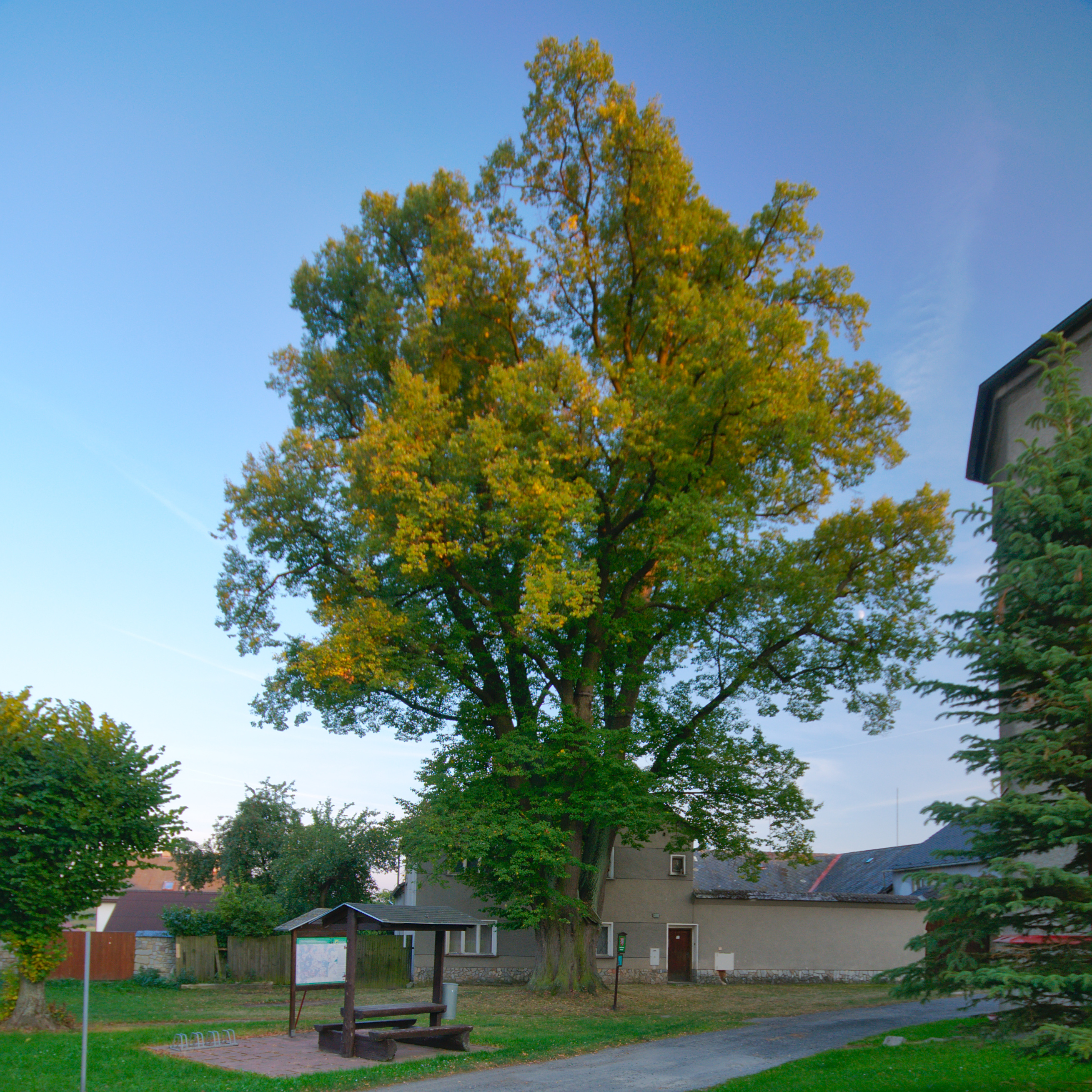
Koukalova lípa
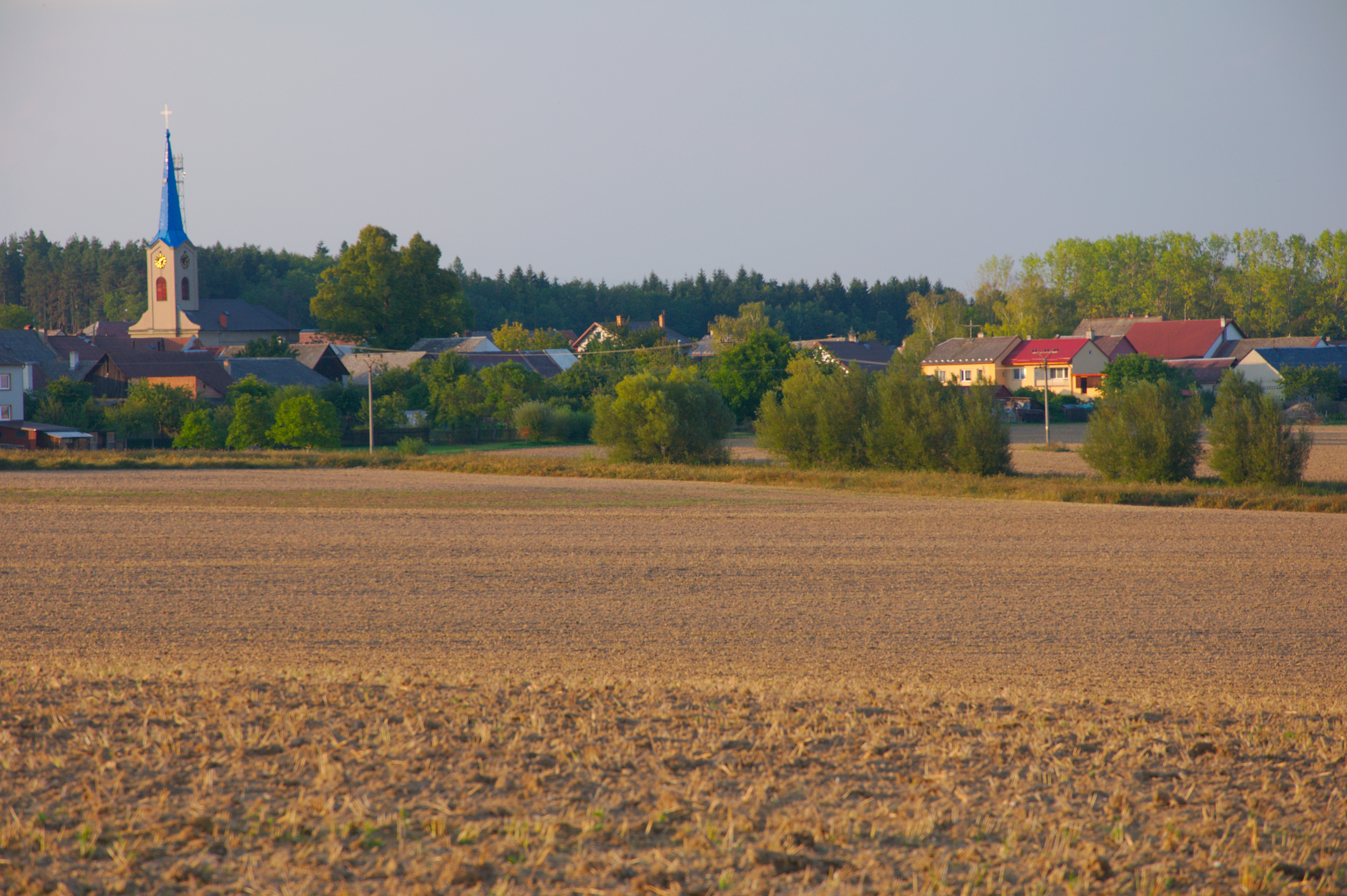
Pohled na obec od jihu